# Arie Ketting de Koningh
Arie Ketting de Koningh (Dordrecht, 3 augustus 1815 – Amersfoort, 21 maart 1867) was een Nederlands schilder, tekenaar, lithograaf en fotograaf.

## Leven en werk
De Koningh was een zoon van de schilder Leendert de Koningh (1777-1849) en Jacoba Wouterina de Koningh (1782-1845). Hij kreeg de voornamen Arie Ketting, maar voerde de tweede voornaam echter geregeld als onderdeel van zijn achternaam en signeerde zowel met 'A.K. de Koningh' als 'A. Ketting de Koningh'. Hij kreeg samen met zijn zus Sophia (1807-1870) en broers John (1808-1845) en Leonard les van zijn vader. Hij schilderde en tekende  landschappen, portretten en diervoorstellingen. Hij maakte ook etsen en litho's.  In navolging van zijn vader bracht hij in 1839 een aantal litho's uit onder de titel Zestal Gezichten in de Omstreken van Dordrecht. Hij nam deel aan tentoonstellingen van Levende Meesters in onder andere Amsterdam, Groningen, Den Haag, Nijmegen en Rotterdam.
De Koningh trouwde in 1847 met de weduwe Cornelia van der Zande (ca. 1817/1818-1852). Zij was korenmolenaarster op de Zijlmolen aan de Zijlweg in Haarlem. Ketting de Koningh werd naast kunstenaar ook molenaar en bleef het bedrijf voortzetten toen hij in 1853 hertrouwde met Justina de Reus (1829-1896). In 1860 brandde de molen na een blikseminslag af, de molenaarswoning bleef gespaard. In 1864 vestigde hij zich met zijn vrouw in Amersfoort, waar hij naast kunstenaar actief was als fotograaf.
Arie Ketting de Koningh overleed in 1867, op 51-jarige leeftijd. Werk van hem is opgenomen in de collecties van onder andere het Amsterdam Museum en het Rijksmuseum Amsterdam.

## Enkele werken

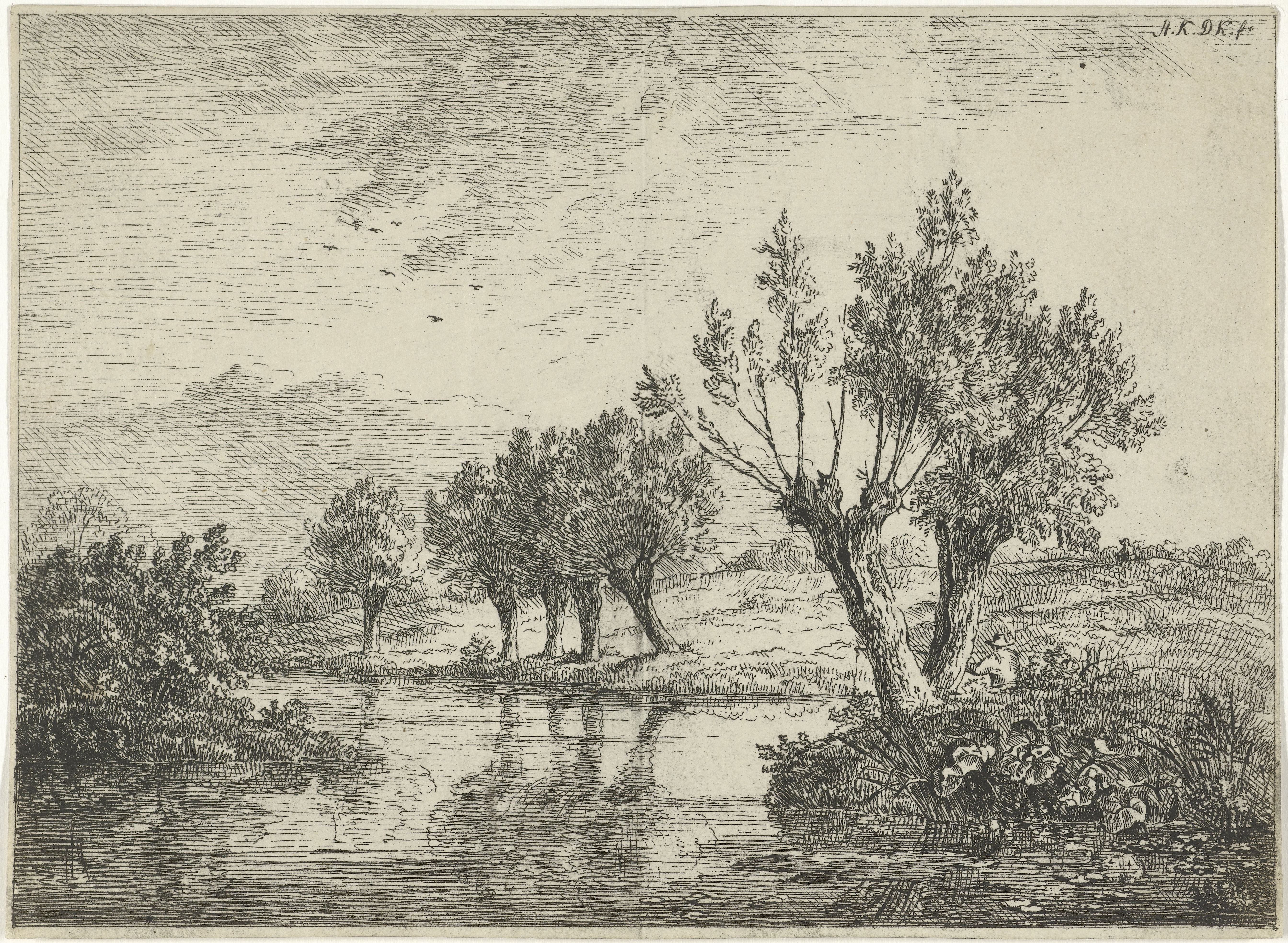
Gezicht op een rivierlandschap
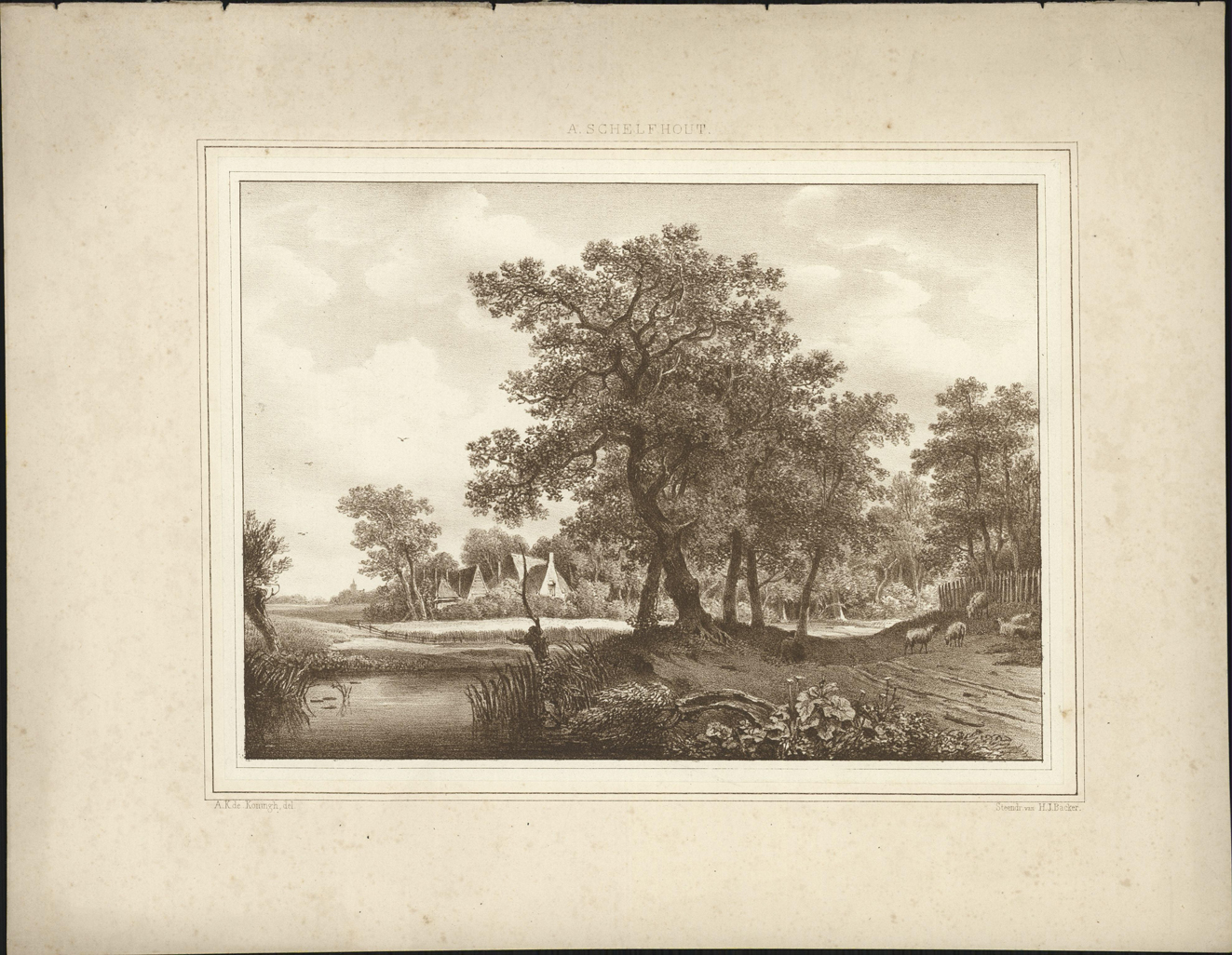
Landschap, naar Andreas Schelfhout.
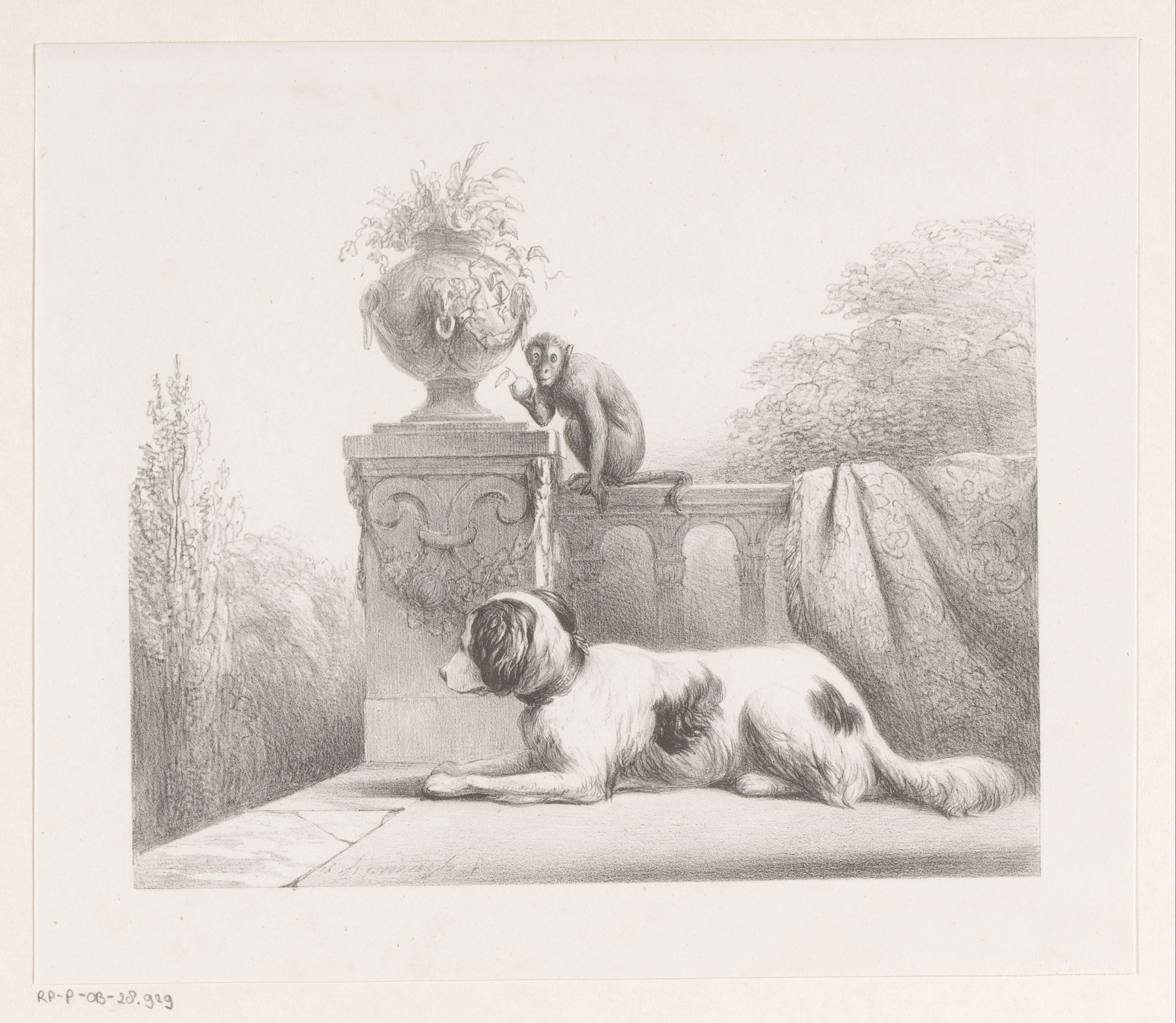
Hond en aap op een terras
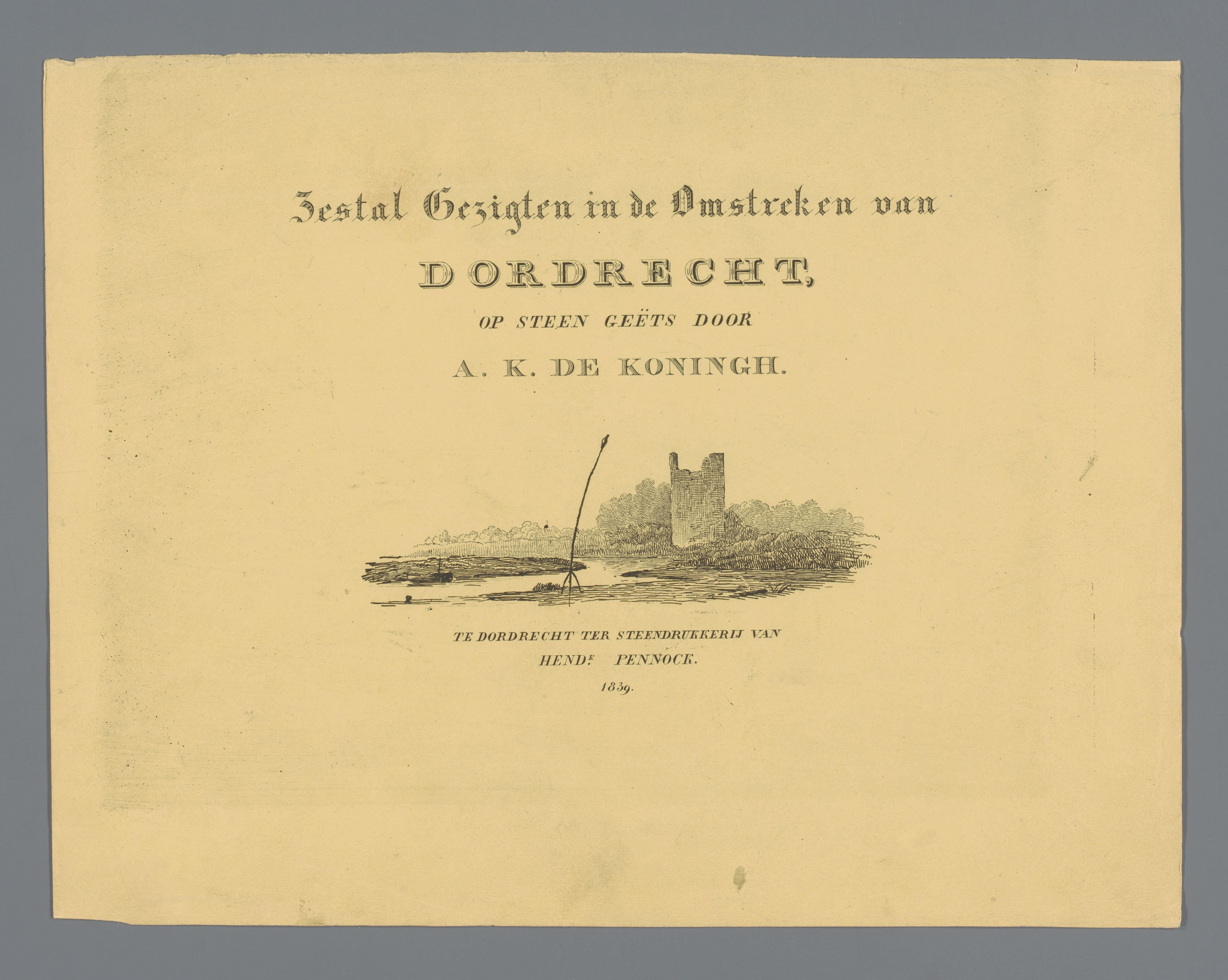
Titelprent van Zestal Gezigten in de Omstreken van Dordrecht

## Publicaties
- 1839: Zestal Gezichten in de Omstreken van Dordrecht op steen geëtst door A.K. de Koningh. Dordrecht: Steendrukkerij van Hendr. Pennick.

- Biografisch Portaal: 28766361
- Digitale Bibliotheek voor de Nederlandse Letteren: koni045
- International Standard Name Identifier: 0000 0000 6812 6348
- Nederlandse Thesaurus van Auteursnamen: 070101132
- RKD-Nederlands Instituut voor Kunstgeschiedenis: 45639
- Union List of Artist Names: 500013758
- Virtual International Authority File: 95765090
- WorldCat: E39PBJxCFCxK6jt8xJBB6WwV4q